# Guarani paraguaio (dialeto)
O guarani paraguaio ou guarani crioulo (em castelhano:  guaraní paraguayo, guaraní criollo, em guarani:  avañe'e) é um dialeto da língua guarani falado no Paraguai. É uma das subvariantes do guarani crioulo (a outra subvariante é o guarani argentino), ambas vindas do guarani que era falado nas missões jesuíticas guaranis).  
É também referido por guarani moderno ou guarani coloquial paraguaio, que é diferente do guarani puro ou fechado, utilizado pelos povos indígenas. É utilizado principalmente por 77% da população do Paraguai, dos quais muitos deles são mestiços ou crioulos, isto é, não aborígenes.
O Paraguai é um dos únicos países hispânicos da América que possui o guarani como língua oficial, ao lado do espanhol. É semelhante ao guarani argentino, falado na província argentina de Corrientes.